# ヴィチェプスク現代美術館

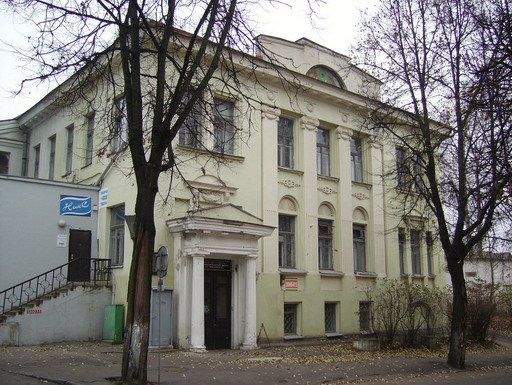
かつてヴィチェプスク現代美術館と人民美術学校が所在していた建物

ヴィチェプスク現代美術館 (ロシア語: Витебский Музей Современного Искусства) はヴィチェプスクにかつて存在した美術館である。マルク・シャガール、カジミール・マレーヴィチによって1918年に設立された。1921年には「アカデミック絵画から印象主義、シュプレマティスムまで、全ての（当時の）現代美術の潮流を網羅した」120の絵画が展示された。1920年代に半ばには廃館となった。展示された絵画のうちいくつかはロシアやベラルーシの美術館に収蔵されたことが確認されているが、多くは現在も行方知れずとなっている。

## 歴史
ヴィチェプスク現代美術館の歴史は1918年に始まる。1918年9月12日、当時ヴィチェプスク地区の芸術委員だったマルク・シャガールはペトログラート（現在のサンクトペテルブルク）を訪ね、ヴィチェプスクの現代美術を展示する美術館を組織するという構想への支援を要請した。同年11月14日、新聞に現代美術館の組織化の試みがヴィチェプスクでスタートしたことを告げるニュースが掲載された。
美術館はブハーリン通りにある人民美術学校 (Народное Художественное Училище) の建物内に組織された。シャガールとカジミール・マレーヴィチを組織の長とし、後には1920年1月15日にヴィチェプスクの文化財保護委員会の委員長にも任じられたアレクサンドリア・ロムがその座に就いた。また1919年には同じ建物内に人民美術学校の卒業生の作品を収蔵する学校美術館も組織された。
1920年代には美術館の収蔵品は（当時の）現代絵画のコレクションとして意義深いものとなっていた。1921年の春にロムは120点を数えるまでになっていた収蔵品について「アカデミック絵画から印象主義、シュプレマティスムまで、全ての現代美術の潮流を網羅しており、しかもほとんど全ての現代画家はその画歴の中でも特に重要で特徴的な作品によって紹介されている」と自賛した。
美術館の展示は実際には1920年7月から8月の間に一般に公開されたに過ぎなかった。1922年7月から10月にかけて23の絵画がペトログラートに移された。1923年4月1日の時点で残っていたのはわずかに35点だった。1925年秋には絵画が美術学校の生徒の創作のためのキャンバスとして切り取られるという情報がヴィチェプスクの郷土史研究会にもたらされ、9月26日に手つかずで残っていた32点の絵画がヴィチェプスク郷土史博物館に引き渡された。
それらの多くは1939年にミンスクの国立美術館に移譲された。第二次世界大戦後にヴィチェプスクに残っていたのはダヴィート・シュテルンベルクの小さな静物画ただ一点に過ぎなかった。これ以外に24点の絵画の行き先が判明している。19点はサンクトペテルブルクのロシア美術館に収蔵され、4点はミンスクのベラルーシ国立美術館に、1点は日本のDIC川村記念美術館に収蔵されている。

## 作品が収蔵された画家
美術館に収蔵された作品のうち、今日90点程の詳細が明らかになっている（そのうちいくつかは学校美術館のものである）。作品が収蔵された画家のリストは以下の通り。
- ナタン・アルトマン
- アレクサンドル・イワノフ
- アレクサンドラ・エクストル
- アレクサンドル・オスメルキン
- ワシリー・カンディンスキー
- パーヴェル・クズネツォフ
- アレクサンドル・クプリン
- イヴァン・クリュン
- ニコライ・クルィモフ
- セルゲイ・ゲラシモフ
- コンスタンティン・コロヴィン
- ピョートル・コンチャロフスキー
- ナタリア・ゴンチャロワ
- アレクサンドル・シェフチェンコ
- ニコライ・シネズボフ
- マルク・シャガール
- ダヴィート・シュテルンベルク
- ヴァルヴァーラ・ステパノヴァ
- ヴワディスワフ・スチェミンスキ
- コンスタンチン・ソモフ
- ヤーコフ・パイン
- ロベルト・ファリク
- アブラム・ブラゼル
- ダヴィート・ブルリュク
- ヴェーラ・ペステリ
- ユデリ・ペン
- リュボーフィ・ポポヴァ
- イリヤ・マシコフ
- カジミール・マレーヴィチ
- ヴァシーリー・ミリオティ
- アレクセイ・モルグノフ
- ミハイル・ラリオーノフ
- アリスタルフ・レントゥロフ
- オリガ・ロザノヴァ
- ヴァシーリー・ロジェストヴェンスキー
- アレクサンドル・ロトチェンコ
- アレクサンドル・ロム
- ソロモン・ユドヴィン